# Casa Chiriță
Casa Chiriță este un monument istoric aflat pe teritoriul municipiului Curtea de Argeș.

## Istoric și trăsături
Este o construcție de factură neoromânească, ridicată în perioada interbelică (1920-1930), sub influența lui P.Antonescu și D.Berechet. Se remarcă prin coerența stilistică, compoziția volumelor și integrarea materialelor folosite (lemn și zidărie).

## Imagini din exterior

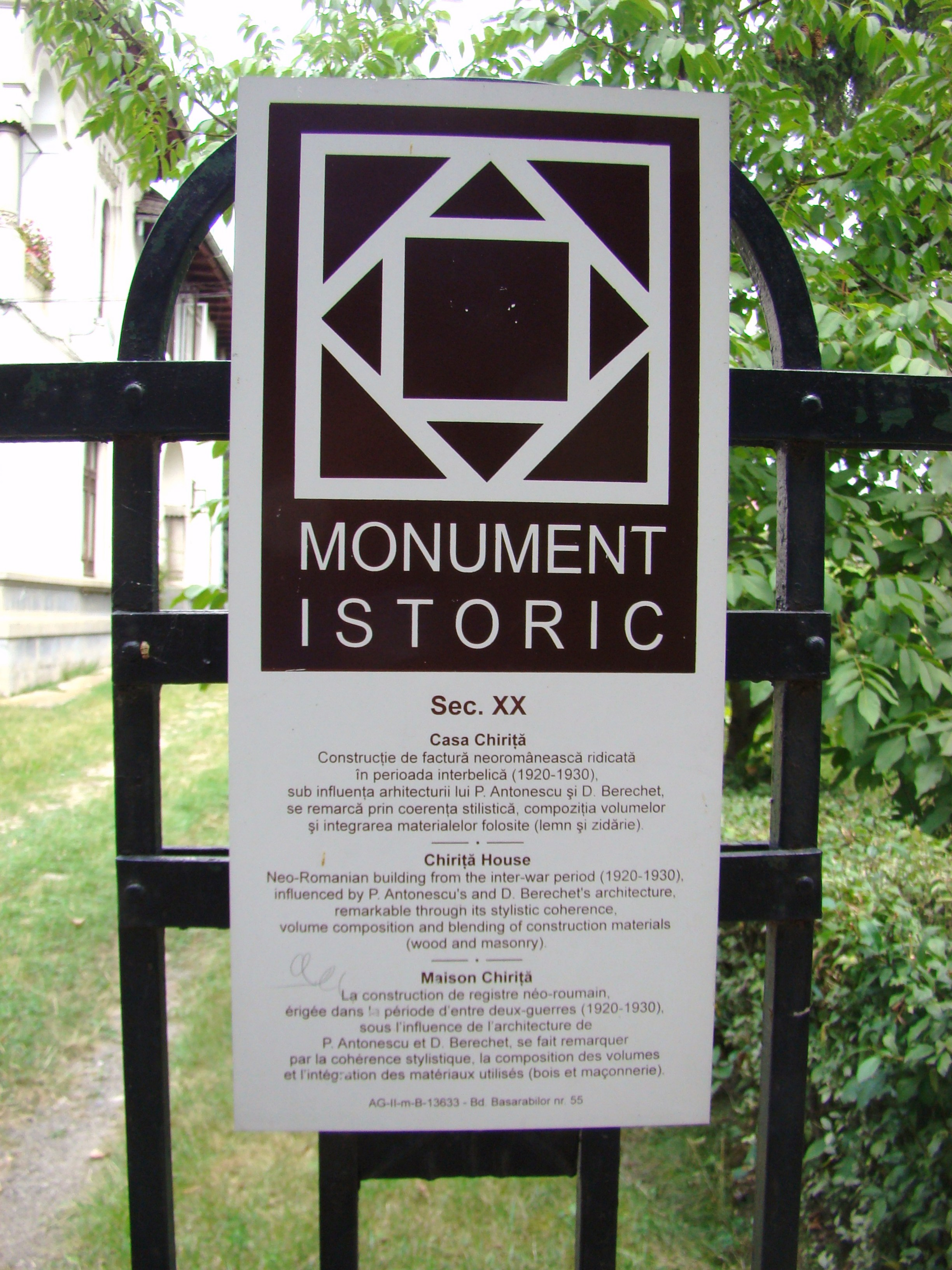
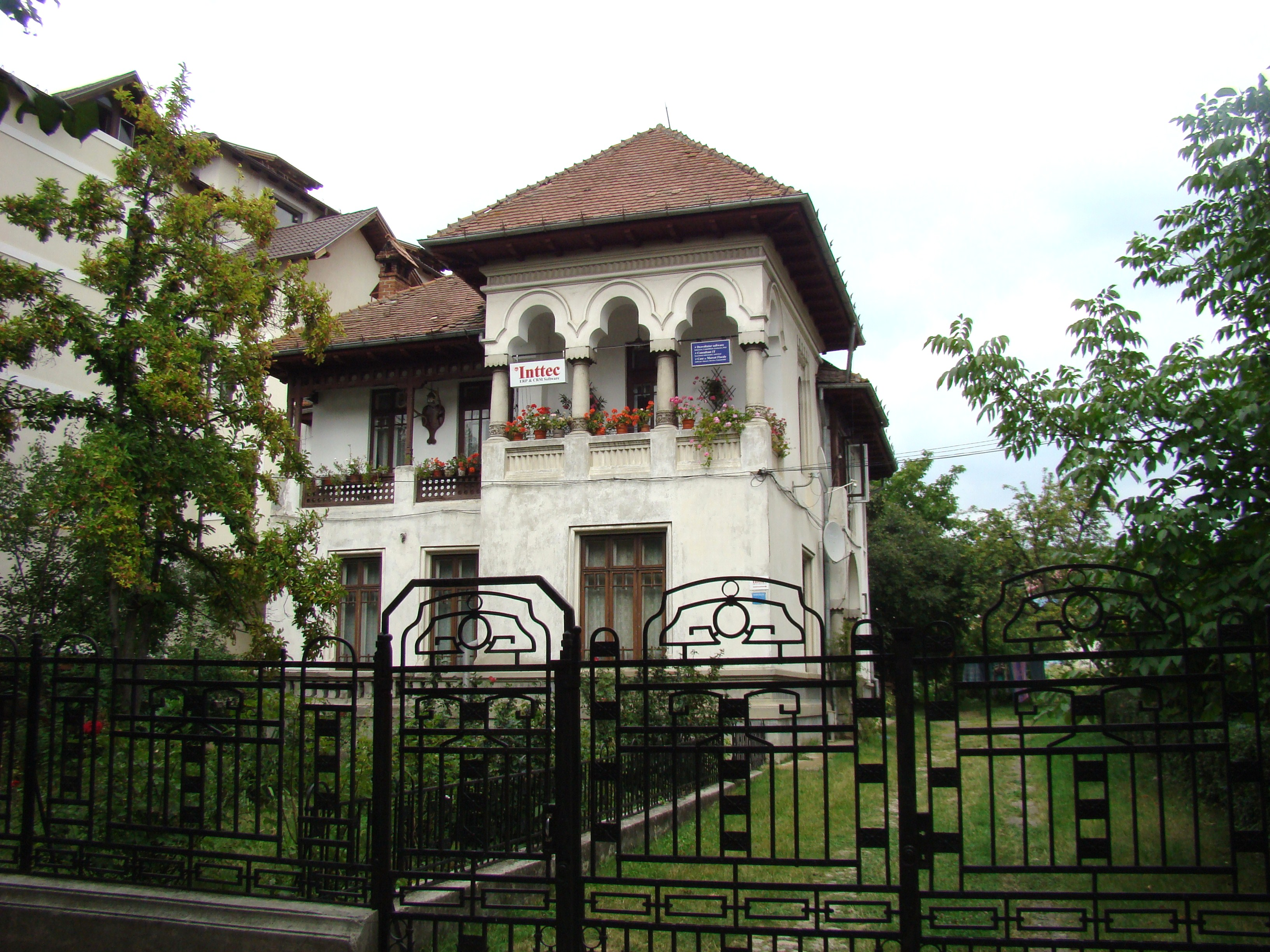
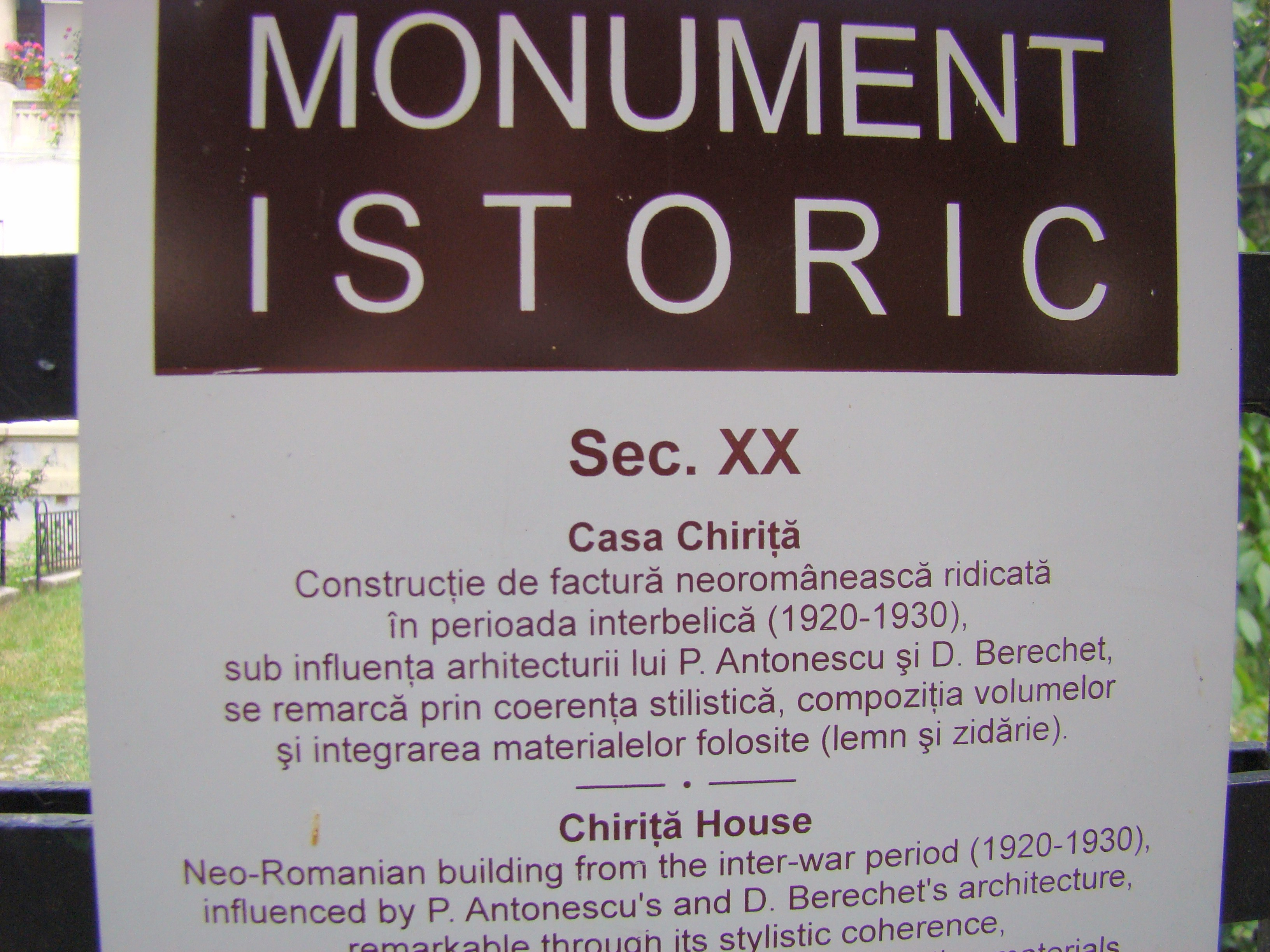

## Vezi și
- Curtea de Argeș